# Moenia
|  | Aquest article tracta sobre les muralles romanes. Si cerqueu l'impost, vegeu «Impostos romans». |

Moenia (literalment muralla) era la muralla d'una ciutat en contraposició a la paries, que era la muralla d'una casa i la maceria que era la muralla fronterera; tant en llatí com en grec el nom sembla derivar d'una paraula que vol dir "fort" o "ferm", i de fet quasi sempre es tractava de murs de pedra. El murus era el seu nom alternatiu, que també s'aplicava al mur exterior d'una gran edificació.